# شعار ألمانيا الشرقية القومي
شعار ألمانيا الشرقية القومي/الوطني أو شعار جمهورية ألمانيا الديمقراطية (بالألمانية: Staatswappen der Deutschen Demokratischen Republik) يتكون من مطرقة وفرجار، يحيط بهما حلقة من الجاودار. كان الشعارُ مما دُعي بالشعارات الاشتراكية. كان الشعار الوحيد في الدول الشيوعية الأوروبية الذي يتكون من حلقة من حبوب ولا يحتوي على نجمة.

## الوصف
تُمثل المطرقة العمالَ في المصانع، والفرجار يُمثل المثقفين، وحلقة الجاودار تُمثل الفلاحين. تضمنت التصاميم الأولى فقط المطرقة وحلقة الجاودار؛ لتعبر عن جمهورية ألمانيا الديمقراطية كدولة شيوعية «للعمال والفلاحين» (Arbeiter- und Bauernstaat). وعندما يكون مُحاطاً بإكليل، يكون الشعارُ القومي شعارَ جيش الشعب القومي، وعندما يكون محاطاً بنجمةٍ بيضاء ذات 12 شعاعاً يكون شعار شرطة الشعب (شرطة ألمانيا الشرقية).
عندما أُلغيت الولايات الفدرالية (الإتحادية) في ألمانيا الشرقية واستبدلت بالـ«بيزركه» (Bezirke)، ما جعل جمهورية ألمانيا الديمقراطية دولة مركزية، وهكذا أصبح الشعارُ القوميّ يُستخدم في البيزركه أيضاً. لم تكن ترغب حكومة برلين الشرقية باستخدام شعاراتٍ إقليمية، بما أن هذه الشعارات بإمكانها إثارة المشاعر الوطنية الإقليمية وحركات من أجل الاستقلال.
اعتمدَ الشعارُ شعاراً قومياً لجمهورية ألمانيا الديمقراطية حسب قانونٍ في 26 أيلول 1955، وأُضيفَ على العلم القومي حسب قانون في 1 تشرين الأول 1959.

## الشعار في ألمانيا الغربية
اعتبر عرض الشعار في ألمانيا الغربية وبرلين الغربية لبعض السنوات غير دستوري وكانت الشرطةُ تمنعه. فقط في 1969 قامت حكومة فيلي براندت الألمانية الغربية بإلغاء هذه السياسة التي عُرفت باسم أوستبوليتيك.

## 1990
بعد سقوط حزب الوحدة الاشتراكي من السلطة، قدمت الثورة السلمية اقتراحاتٍ لشعارٍ قوميّ جديد. كان أحد الاقتراحات البارزة صورةً لحداد يعيد صنع سيفٍ إلى محراث مع عبارة "Schwerter zu Pflugscharen" (سيوفهم سككاً من سفر إشعياء 2:3)، رمزٌ معروف للسلام. في 31 أيار، قرر البرلمان المنتخب حديثاً - بناءاً على اقتراح من الاتحاد الاجتماعي الألماني - أن كل صور الشعار القومي على المباني العامة يجب أن تُزال أو تُغطى. لم يُتخذ أي قرار لشعار نبالةٍ قومي أو رمزٍ جديد. لم يُبطل الشعار رسمياً؛ لكنه أصبح مهملاً (مهجوراً) في نفس اللحظة التي حُلت فيها جمهورية ألمانيا الديمقراطية في 3 تشرين الأول 1990.

## معرض الصور

الشعار القومي لجمهورية ألمانيا الديمقراطية (12 كانون الأول 1950 - 28 أيار 1953)
الشعار القومي لجمهورية ألمانيا الديمقراطية (28 أيار 1953 - 26 أيلول 1955)
الشعار القومي لجمهورية ألمانيا الديمقراطية (3 أيلول 1955 - 3 تشرين الأول 1990)
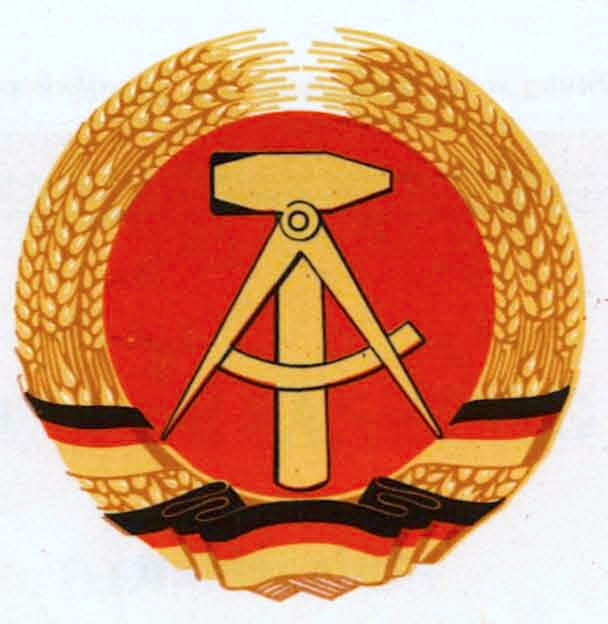
النسخة الرسمية المطبوعة، نُشرت في 27 تشرين الأول 1955 في الجريدة الرسمية لجمهورية ألمانيا الديمقراطية
نسخة مزخرفة: كانت تُستخدم عموماً على المواد المطبوعة

## اقرأ أيضاً
- المطرقة والمنجل
- شعار ألمانيا

## روابط خارجية
- Gesetz über das Staatswappen und die Staatsflagge der Deutschen Demokratischen Republik
- Gesetz zur Änderung des Gesetzes über das Staatswappen und die Staatsflagge der Deutschen Demokratischen Republik